# Hubertka (Wysoki Jesionik)
Hubertka – szczyt (góra) o wysokości 1198 m n.p.m. (podawana jest też wysokość 1197,4 m n.p.m. ) w paśmie górskim Wysokiego Jesionika (cz. Hrubý Jeseník), w północno-wschodnich Czechach, w Sudetach Wschodnich, na Morawach, w obrębie gminy Loučná nad Desnou, oddalony o około 4,2 km na południowy zachód od szczytu góry Pradziad (cz. Praděd). Rozległość góry (powierzchnia stoków) szacowana jest na około 1,3 km², a średnie nachylenie wszystkich stoków wynosi około 19°.

## Charakterystyka

### Lokalizacja

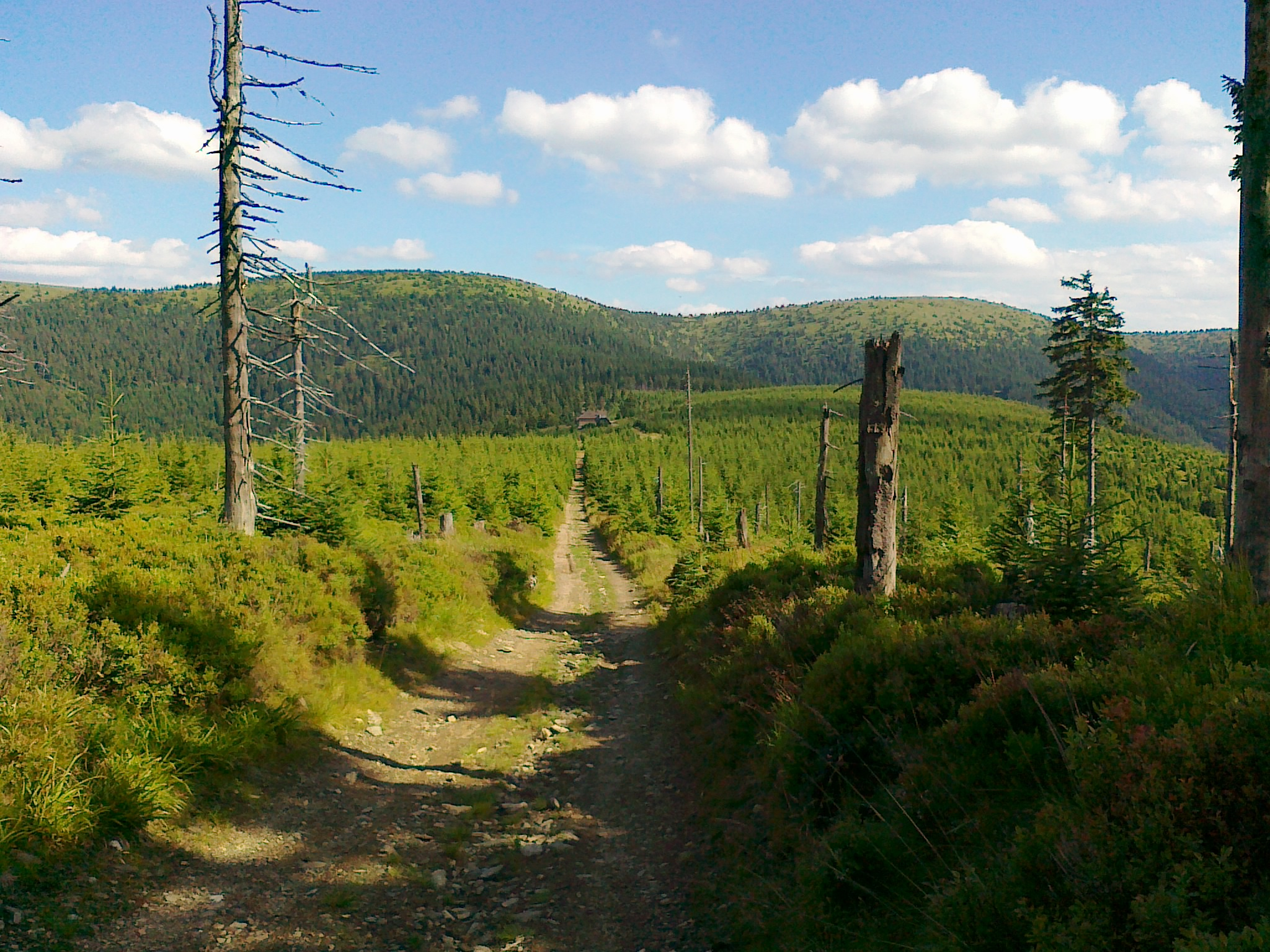
Widok z drogii prowadzącej na górę Velká Jezerná na: górę Velký Máj, przełęcz Sedlo nad Malým kotlem i górę Jelení hřbet (poniżej szczyt góry Hubertka) (2017 rok)

Góra Hubertka położona jest niemalże w centrum całego pasma Wysokiego Jesionika, leżąca w części Wysokiego Jesionika, w centrum (mikroregionu) o nazwie Masyw Pradziada (cz. Pradědská hornatina), na jego łukowatym grzbiecie bocznym ciągnącym się od niej („doczepiona” jest niejako do masywu góry Velký Máj) do przełęczy Vlčí sedlo. Trudno ją jednak odnaleźć na mapach, gdyż na wielu nie zaznaczono jej nazwy, a na większości z nich nie oznaczono również jej szczytu  . O nazwie jej informuje m.in. (Geoportal Czech)  czy też portal poświęcony czeskim górom o nazwie: (tisicovky.cz) . Ponadto góra nie ma charakterystycznych cech, które wyróżniały by ją na tle sąsiednich górujących szczytów. W tej sytuacji trudno ją rozpoznać, a praktycznie widoczna jest jedynie z bliskich jej miejsc, np. okolicy pobliskiej chaty Františkova myslivna czy z drogi podążając w kierunku szczytu Velká Jezerná. Niewidoczna jest m.in. z grzbietu głównego góry Pradziad. Szczyt góry jest słabo widoczny i trudno rozpoznawalny z drogi okalającej połać szczytową góry Pradziad, gdzie wyłania się poniżej linii patrzenia na górę Špičák, a z innego charakterystycznego punktu widokowego – z drogi okalającej szczyt góry Dlouhé stráně jest niewidoczny, bo przysłonięty innymi górami. 
Górę ograniczają: od północy przełęcz o wysokości 1184 m n.p.m. w kierunku szczytu Velká Jezerna–J, od północnego wschodu dolina potoku o nazwie Zámecký potok, od południowego wschodu przełęcz o wysokości 1189 m n.p.m. w kierunku góry Velký Máj, od południowego zachodu nienazwany potok, będący dopływem potoku Jelení příkop i dolina potoku Jelení příkop oraz od zachodu dolina potoku Merta. W otoczeniu góry znajdują się następujące szczyty: od północnego wschodu Zámčisko–SZ, od wschodu Zámčisko–S, od południowego wschodu Zámčisko, Velký Máj i Jelení hřbet, od południowego zachodu Čertova stěna, Břidličná hora–SZ, Špičák i Jestřábí vrch, od zachodu Homole oraz od północnego zachodu Homole–SV, Vřesník, Malá Jezerná i Velká Jezerná–J.

### Stoki
W obrębie góry można wyróżnić trzy następujące zasadnicze stoki:
- północno-wschodni
- południowo-zachodni
- zachodni

Występują tu wszystkie typy zalesienia: bór świerkowy, las mieszany oraz las liściasty, przy czym dominuje zalesienie borem świerkowym. Na wszystkich stokach poza borem świerkowym, występują wraz z obniżaniem wysokości obszary lasu mieszanego, a nawet połacie lasu liściastego. Wszystkie stoki charakteryzują się znaczną zmiennością wysokości zalesienia, z występującymi przecinkami i niewielkimi polanami. Blisko podnóża stoku południowo-zachodniego na wysokościach (875–925) m n.p.m. występują grupy skalne, pojedyncze większe skaliska oraz nieznaczne obszary głazowisk. 
Stoki mają na ogół jednolite i mało zróżnicowane nachylenia. Średnie nachylenie stoków waha się bowiem od 17° (stok północno-wschodni) do 21° (stok południowo-zachodni). Średnie nachylenie wszystkich stoków góry (średnia ważona nachyleń stoków) wynosi około 19°. Maksymalne średnie nachylenie blisko podnóża stoku południowo-zachodniego, na wysokościach około 840 m n.p.m. na odcinku 50 m nie przekracza 45°. Stoki pokryte są siecią dróg oraz na ogół nieoznakowanych, ścieżek i duktów. Przemierzając je zaleca się korzystanie ze szczegółowych map, z uwagi na zawiłości ich przebiegu, zalesienie oraz zorientowanie w terenie.

### Szczyt

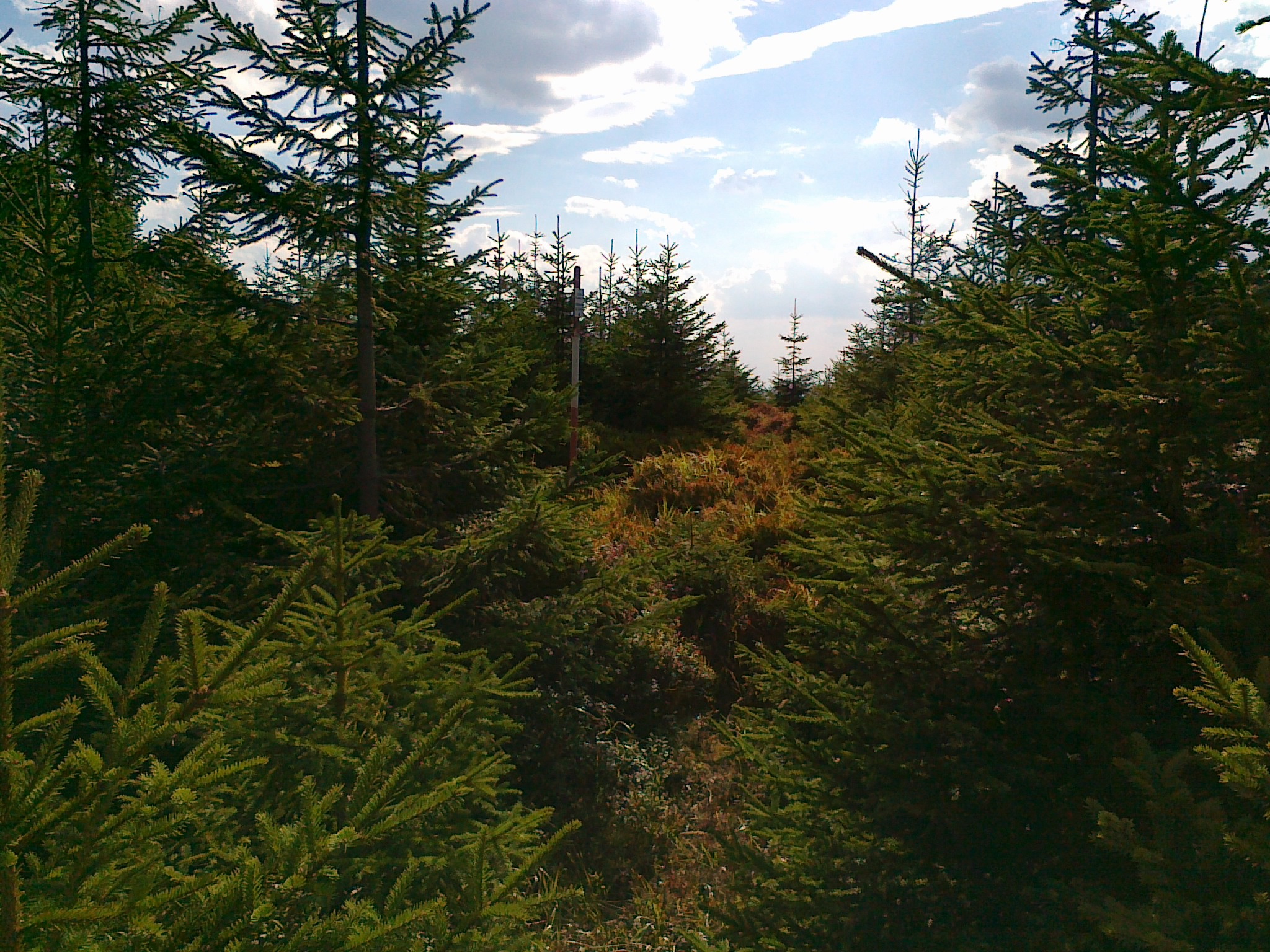
Połać szczytowa góry Hubertka (2018 rok)

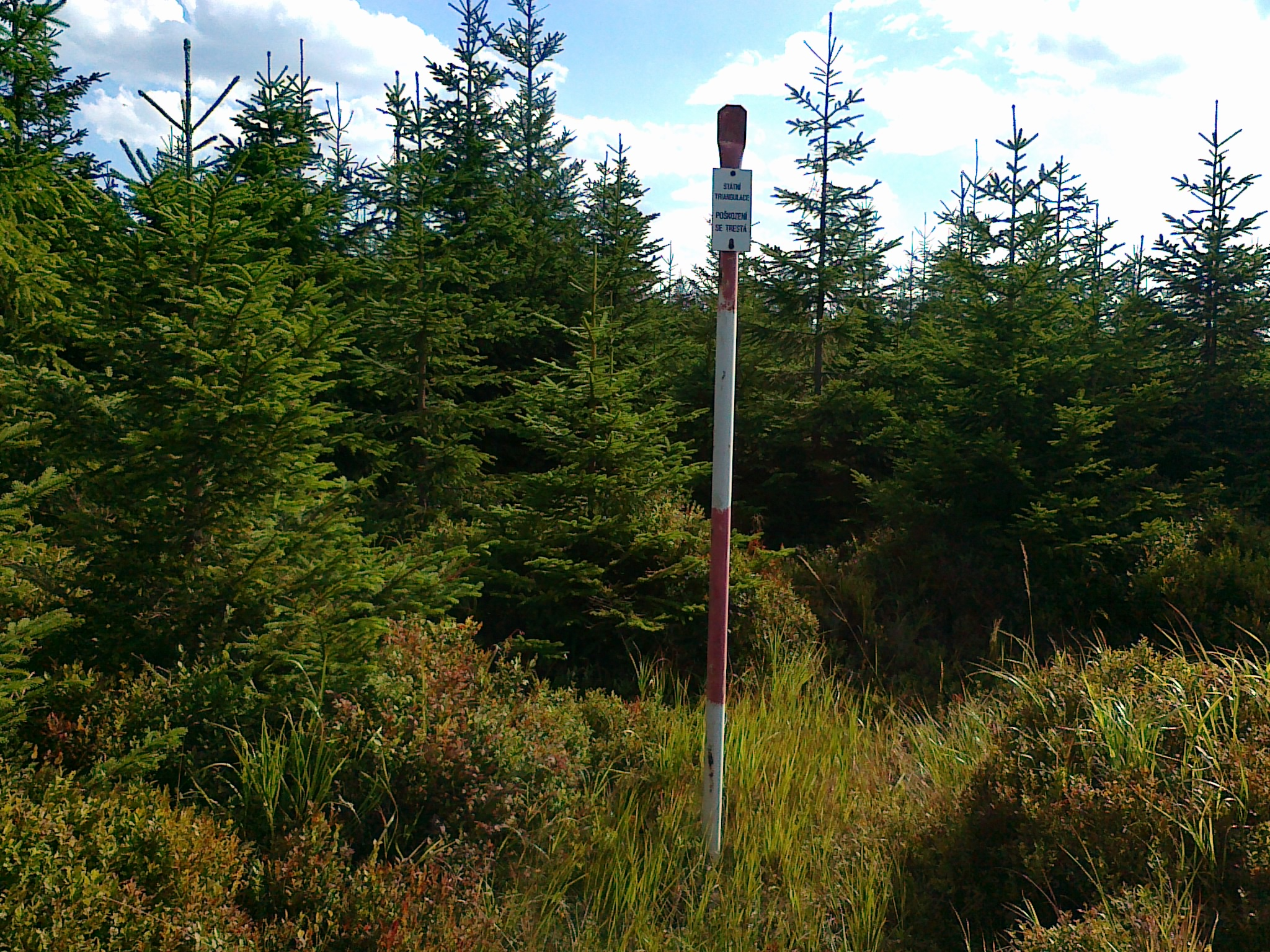
Punkt geodezyjny na połaci szczytowej góry Hubertka (2018 rok)

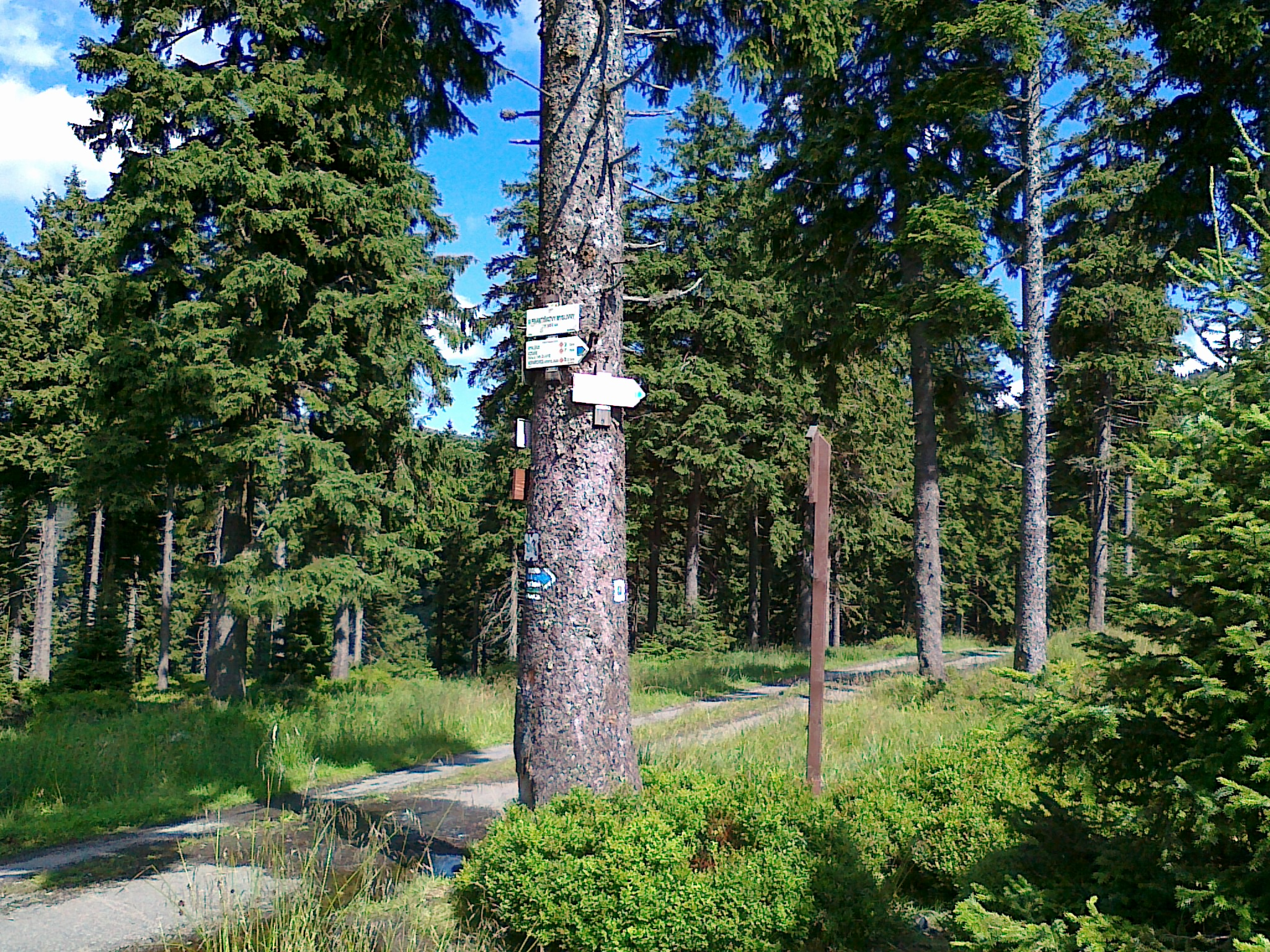
Skrzyżowanie turystyczne o nazwie U Františkovy myslivny (2017 rok)

Na szczyt nie prowadzi żaden szlak turystyczny. Hubertka jest górą o pojedynczym szczycie. Szczyt znajduje się wśród zalesienia boru świerkowego, pokryty trawą wysokogórską. Z uwagi na zalesienie nie jest on punktem widokowym. Na połaci szczytowej znajduje się punkt geodezyjny, oznaczony na mapach geodezyjnych numerem (2.), o wysokości 1197,41 m n.p.m. oraz współrzędnych geograficznych (50°03′15,89″N 17°11′36,80″E/50,054414 17,193556), z widocznym koło niego zamontowanym stalowym słupkiem, pomalowanym na przemian w poziome pasy białe i czerwone, ostrzegającym przed jego zniszczeniem z tabliczką, z napisem Státní triangulace Poškození se trestá, oddalony o około 27 na północ od szczytu. Państwowy urząd geodezyjny o nazwie (cz. Český úřad zeměměřický a katastrální (CÚZK)) w Pradze podaje jako najwyższy punkt góry – szczyt – o wysokości 1197,8 m n.p.m. i współrzędnych geograficznych (50°03′15,0″N 17°11′37,0″E/50,054167 17,193611).
Dojście do szczytu następuje z przebiegającej blisko połaci szczytowej drogi, którą należy przebyć ze skrzyżowania turystycznego (cz. U Františkovy myslivny) odcinek o długości około 400 m ku chacie Františkova myslivna, a następnie należy skręcić w lewo dochodząc orientacyjnie nieoznakowaną, prosto biegnącą ścieżką o długości około 190 m w ten sposób do szczytu. 

### Geologia
Pod względem geologicznym część góry Hubertka należy do jednostki określanej jako warstwy vrbneńskie, a część do jednostki określanej jako kopuła Desny i zbudowana jest ze skał metamorficznych, głównie: gnejsów (biotytów i muskowitów) oraz amfibolitów.

### Wody
Grzbiet główny (grzebień) góry Pradziad, biegnący od przełęczy Skřítek do przełęczy Červenohorské sedlo oraz dalej do przełęczy Ramzovskiej (cz. Ramzovské sedlo) jest częścią granicy Wielkiego Europejskiego Działu Wodnego, dzielącej zlewiska Morza Bałtyckiego i Morza Czarnego . 
Szczyt wraz ze stokami położony jest na północny zachód od tej granicy, należy więc do zlewni Morza Czarnego, do którego płyną wody m.in. z dorzecza Dunaju, będącego przedłużeniem płynących z tej części Wysokiego Jesionika górskich potoków (m.in. płynących w pobliżu góry potoków: Merta, Jelení příkop czy Zámecký potok). Ze stoku południowo-zachodniego bierze swój początek krótki, nienazwany potok, będący dopływem wspomnianego wcześniej potoku Jelení příkop. Na potoku Merta w odległości około 950 m na zachód od szczytu, na wysokości około 881 m n.p.m. znajduje się wodospad o nazwie (cz. Vodopád Merty), który ma wysokość około 4 m. Dojście do niego jest trudne, następuje nieoznakowaną ścieżką z niebieskiego szlaku turystycznego , przy wykorzystaniu szczegółowych map. Ponadto w rezerwacie przyrody Bučina pod Františkovou myslivnou, w odległości około 300 m na północny wschód od szczytu, na wysokości około 1171 m n.p.m. występuje źródło o nazwie (cz. Studánka u Františkovy myslivny), położone nieopodal chaty Františkova myslivna. 

## Ochrona przyrody
Cała góra znajduje się w obrębie wydzielonego obszaru objętego ochroną o nazwie Obszar Chronionego Krajobrazu Jesioniki (cz. Chráněná krajinná oblast (CHKO) Jeseníky), a utworzonego w celu ochrony utworów skalnych, ziemnych i roślinnych oraz rzadkich gatunków zwierząt, ze znajdującym się w nim, w części stoku północno-wschodniego oraz części stoku sąsiedniej góry Velká Jezerná, rezerwatu przyrody Bučina pod Františkovou myslivnou oraz części stoku południowo-zachodniego rezerwatu przyrody Břidličná, obejmującego również m.in. stoki sąsiednich gór Velký Máj czy Jelení hřbet.

### Rezerwat przyrody Bučina pod Františkovou myslivnou
Rezerwat przyrody Bučina pod Františkovou myslivnou położony jest na wysokościach (960–1180) m n.p.m., ma powierzchnię 25,34 ha i rozciąga się na stoku od chaty Františkova myslivna ku potokowi o nazwie Zámecký potok, będącym dopływem rzeki Divoká Desná. Jest położony w odległości około 3,5 km na południowy zachód od szczytu góry Pradziad i około 0,2 km na północny wschód od szczytu góry Hubertka. Rezerwat został utworzony w 1955 roku, w celu ochrony pierwotnego lasu mieszanego o drzewostanie bukowo-jaworowym z domieszką świerku. Rezerwat nie jest udostępniony dla turystów. Biegnie do niego ścieżka prowadząca od chaty Františkova myslivna. Z uwagi na ochronę cennego ekosystemu dojście do rezerwatu nie jest zalecane.

## Turystyka

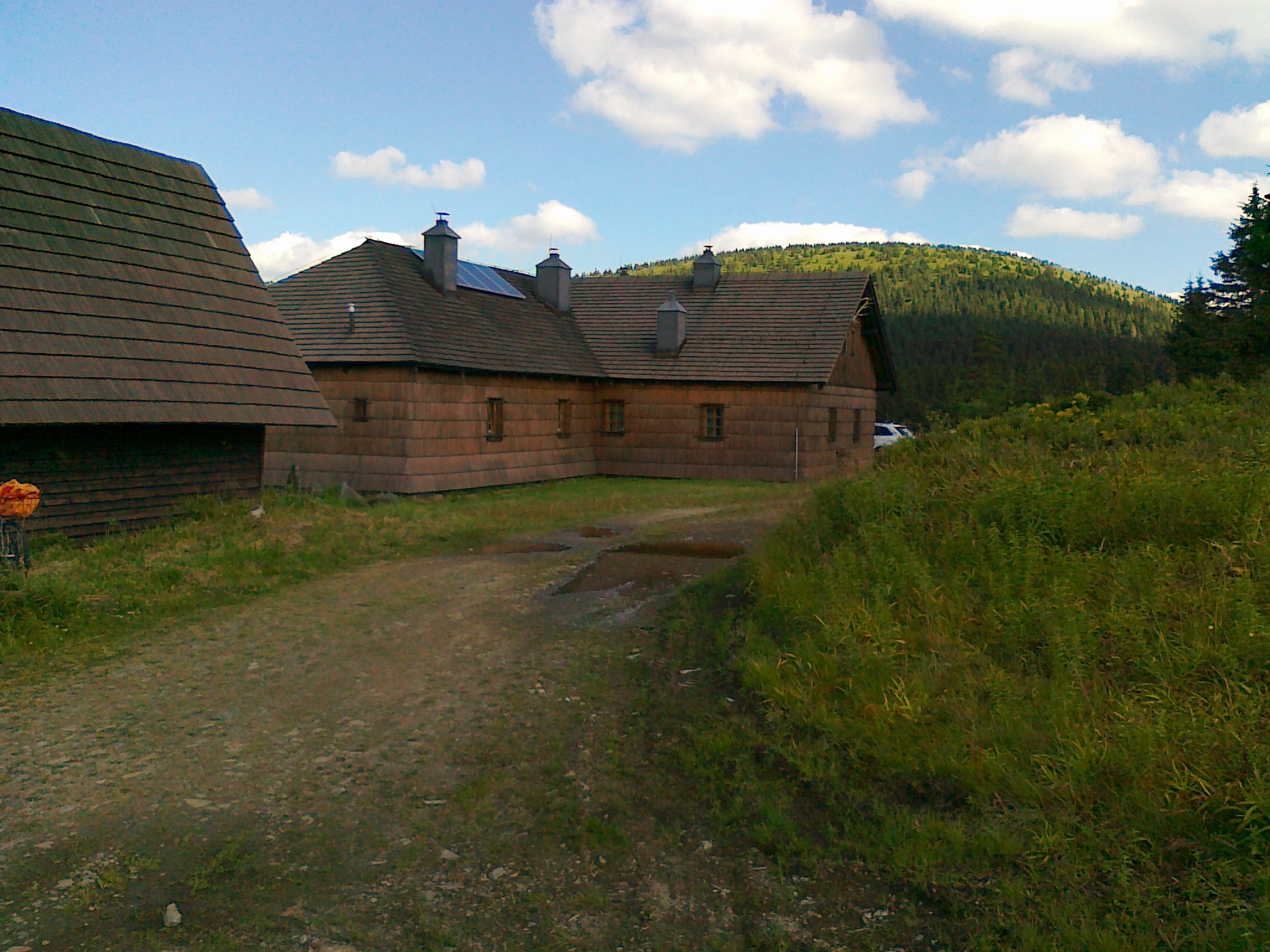
Chata Františkova myslivna (w dali widoczna góra Velký Máj) (2017 rok)

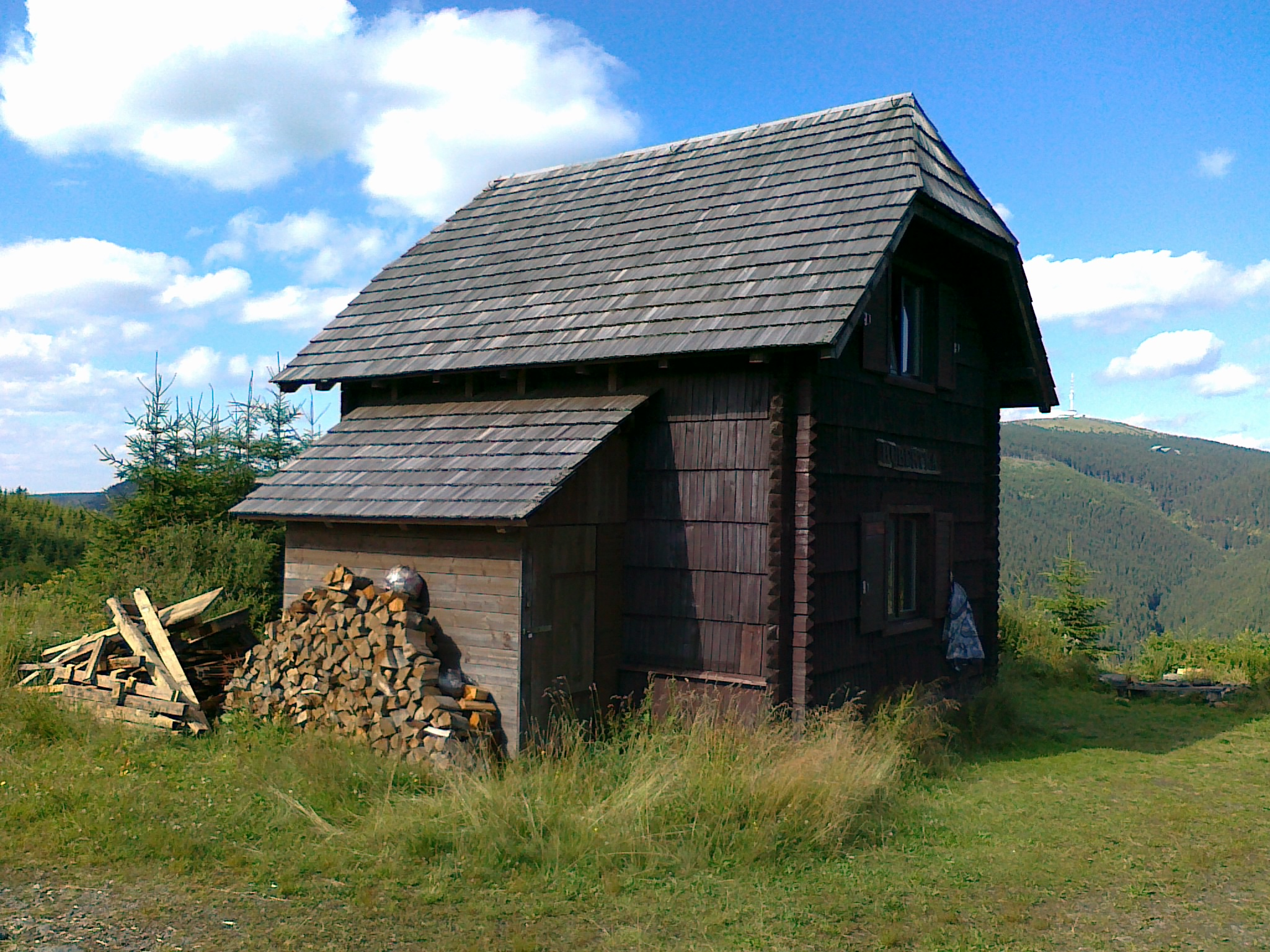
Chata Hubertka u Františkovy myslivny (za nią po prawej widoczna góra Pradziad) (2017 rok)

Blisko szczytu położona jest jedna z najstarszych chat Wysokiego Jesionika Františkova myslivna, postawiona w 1865 roku przez rodzinę Kleinów, wówczas jako chata łowiecka. Obecnie służy jako niewielkie schronisko turystyczne z ograniczoną bazą noclegową, dysponujące tylko 16 miejscami (własność prywatna). Ponadto blisko niej usytuowano inną chatę o nazwie Hubertka (3), ale nie ma ona, z uwagi na swoje rozmiary charakteru typowego schroniska turystycznego oraz niewielką szopkę służącą zasadniczo do przechowywania drewna. Poza tym w odległości około 3,8 km w kierunku północno-wschodnim od szczytu, przy drodze Hvězda – Pradziad, na stoku góry Petrovy kameny znajdują się hotele górskie: Ovčárna i Figura oraz schronisko Sabinka. Nieco dalej, bo około 4,2 km na północny wschód od szczytu, na wieży Pradziad: hotel Praděd, około 3,7 km na północny wschód od szczytu schronisko Barborka i około 3,3 km na północny wschód od szczytu hotel Kurzovní chata. Do najbliższej miejscowości Vernířovice z bazą pensjonatów jest od szczytu około 5 km w kierunku południowo-zachodnim, a do miejscowości Loučná nad Desnou z bazą hoteli i pensjonatów, jest od szczytu około 7 km w kierunku zachodnim. 
Kluczowym punktem turystycznym jest oddalone o około 320 m na południowy wschód od szczytu skrzyżowanie turystyczne o nazwie (cz. U Františkovy myslivny) z podaną na tablicy informacyjnej wysokością 1185 m, przez które przechodzi jedyny szlak turystyczny.

### Szlaki turystyczne, rowerowe i trasy narciarskie
Klub Czeskich Turystów (cz. Klub Českých Turistů) wytyczył w obrębie góry jeden szlak turystyczny na trasie:
 Kosaře – dolina potoku Merta – pomnik przyrody Zadní Hutisko – góra Homole – przełęcz Branka – góra Velká Jezerná – góra Hubertka – U Františkovy myslivny
W obrębie góry nie wyznaczono żadnego szlaku rowerowego. Ponadto nie wytyczono również na niej żadnej trasy narciarstwa biegowego ani żadnej trasy narciarstwa zjazdowego.